# Sandray
Sandray är en ö i Storbritannien.   Den ligger i kommunen Yttre Hebriderna och riksdelen Skottland, i den nordvästra delen av landet, 700 km nordväst om huvudstaden London. Arean är 5,1 kvadratkilometer.
Terrängen på Sandray är lite kuperad. Öns högsta punkt är 200 meter över havet. Den sträcker sig 2,7 kilometer i nord-sydlig riktning, och 3,2 kilometer i öst-västlig riktning.